# Montañas Dong Phaya Yen
Dong Phaya Yen o Dong Phya Yen  ( en tailandés: ทิวเขาดงพญาเย็น, lit. "selva del señor del frío") es una cadena montañosa en las provincias de Phetchabun, Chaiyaphum, Lopburi, Saraburi y Nakhon Ratchasima, Tailandia .
Como el Dong Phaya Yen es menos compacto y de menor altura que las cordilleras del norte y del sur, las primeras carreteras y ferrocarriles que conectaban la región de Isan con la capital, Bangkok, se construyeron a través de estas montañas. Antes de la construcción del ferrocarril a principios del siglo XX, la comunicación entre estas dos partes de Tailandia era difícil. El estudio para la construcción de la Línea Noreste del Ferrocarril Estatal de Tailandia comenzó en 1887.

## Geografía
Los montes Dong Phaya Yen consisten principalmente en una cadena de colinas dispersas de mediana altura que se extienden hacia el sur de los montes Phetchabun en forma de arco hasta llegar al lado norte de la cordillera Sankamphaeng. La cadena montañosa tiene una longitud de unos 170 km y alcanza una altura máxima de 1.167 m en Phu Khing, en el extremo norte. Otros picos son el Khao Phang Yai, de 900 m de altura; el Khao Kheuan Lan, de 767 m; el Khao Cham Dot, de 782 m; el Khao Chalong Tong, de 718 m; el Khao Chan Luang, de 745 m; el Khao Lom, de 722 m, Khao Sawong, 721 m de altura; Khao Wong Chan Daeng, 689 m de altura; Khao Phrik, 695 m de altura; Khao Somphot, 657 m de altura; Khao Kradon, 676 m de altura; Khao Inthaya, 683 m de altura; Khao Mot Ngam, 655 m de altura; Khao Plai Khlong Kum, y Khao Sadao, 575 m de altura.
El límite septentrional del macizo de Phetchabun no está claramente definido, y comienza aproximadamente al sur del paralelo 16º norte, donde las cordilleras que forman el sistema de Phetchabun se convierten en un grupo de montañas dispersas de menor altura, que rara vez superan los 800 m, que se extienden hacia el sur. La cadena montañosa oriental de la cordillera de Phetchabun se menciona como "cordillera de Phang Hoei" en algunas obras geográficas, nombre que abarca toda la sección norte del sistema montañoso de Dong Phaya Yen, ya que Khao Phang Hoei es una cumbre de 1.008 m de altura al oeste de la ciudad de Chaiyaphum, más allá del extremo sur de la cordillera de Phetchabun propiamente dicha en la mitad norte de Dong Phaya Yen.
La cordillera de Dong Phaya Yen divide el valle del río Chao Phraya en el centro de Tailandia y la meseta de Khorat en el noreste. Las montañas son drenadas al este por varios afluentes del Chi y Mun y al oeste por afluentes del río Pa Sak .

## Historia
Toda esta región montañosa estaba cubierta por una espesa selva y antiguamente se conocía como Dong Phaya Fai o "selva del señor del fuego". No había carreteras, por lo que no era posible utilizar un carro. Los viajes a través de la selva debían hacerse a pie o en palanquines. Toda la zona tenía fama de ser insalubre y los viajeros que se atrevían a atravesar el bosque se exponían a la malaria y otras enfermedades. A mediados del siglo XIX, cuando comenzó el desbroce de la zona, el virrey (Uparaja) Pinklao cambió el nombre del bosque de Dong Phaya Fai a Dong Phaya Yen para dar a entender que "el bosque salvaje había sido domesticado".
En 1887, el gobierno siamés decidió construir una línea de ferrocarril de Bangkok a Korat a través de Ayutthaya y encargó a los contratistas de los ferrocarriles británicos que hicieran un estudio. En 1900 se inauguró el primer tramo de lo que hoy es la Línea del Noreste, la línea ferroviaria a Korat a través de las montañas. Gran parte de la cubierta forestal original de las montañas fue destruida desde principios del siglo XX. Tras la finalización de la línea, se construyeron asentamientos en la zona y se cortaron árboles y se convirtió la tierra en uso agrícola.
Hasta hace muy poco, solo el ferrocarril de Bangkok a Nakhon Ratchasima y una carretera cruzaban el sistema. La deforestación aumentó a medida que la construcción de más carreteras que conectan el centro de Tailandia e Isan comenzó en serio. La Ruta 2 de Tailandia, también conocida como "Mittraphap Road", la carretera principal que cruza la cordillera entre Saraburi y Nakhon Ratchasima, se construyó en 1950.

## Áreas protegidas
Estas montañas, junto con la Cordillera Sankamphaeng en su límite sur, forman el Complejo Forestal Dong Phayayen-Khao Yai, que incluye varios parques nacionales. Esta zona fue inscrita en la Lista del Patrimonio Mundial de la UNESCO en 2005. Un total de 6.155 km² están protegidos en el complejo. A mediados de 2016, la UNESCO consideró brevemente la posibilidad de incluir el bosque de Dong Phayayen-Khao Yai en una lista de sitios del Patrimonio Mundial en peligro porque Tailandia no había hecho lo suficiente para detener la tala ilegal de árboles de phayung (palo de rosa siamés)
Otras áreas protegidas en las montañas Dong Phaya Yen son:
- Parque nacional de Pa Hin Ngam
- Parque nacional de Sai Thong
- Santuario de vida salvaje de Phu Khiao
- Parque nacional de Tat Ton
- Parque nacional de Nam Phong
- Parque nacional Phu Lan Ka,[6]
- Santuario de vida silvestre Sap Langka
- Área no cinegética de Khao Somphot .[7]

## Galería

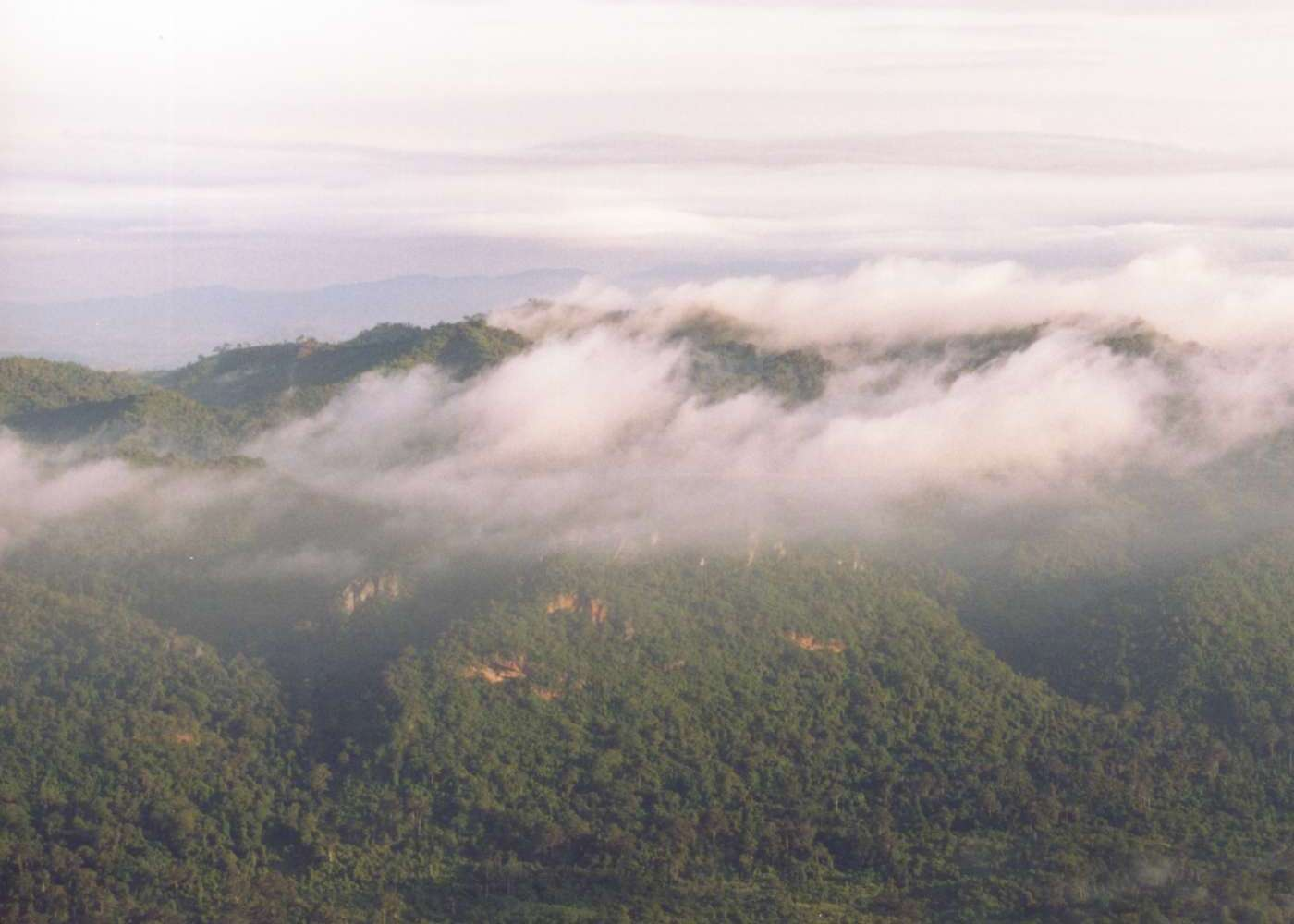
La cresta de Luak en niebla matutina con el valle de Sonthi en frente
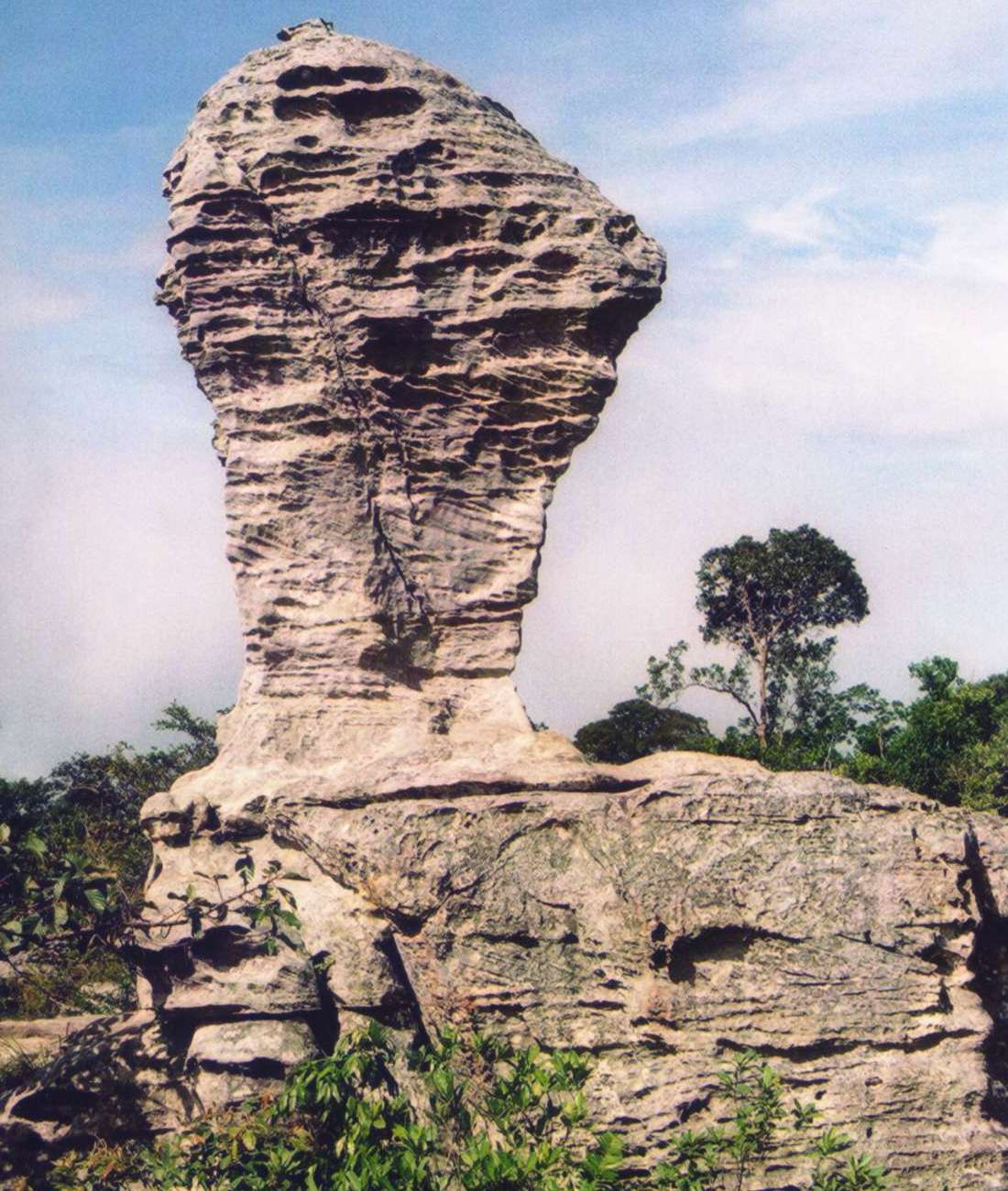
Formaciones rocosas en el Parque Nacional Pa Hin Ngam
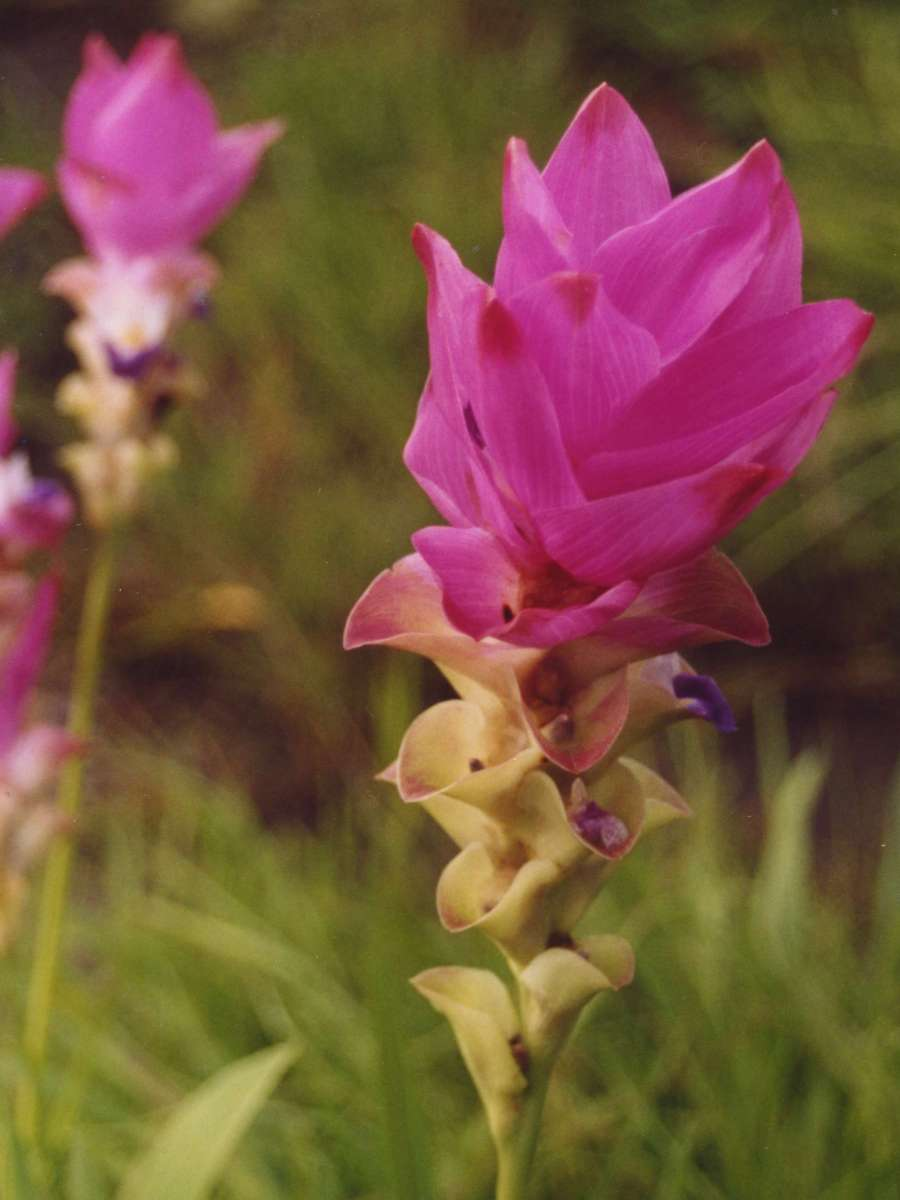
Siam Tulip en el parque nacional Pa Hin Ngam
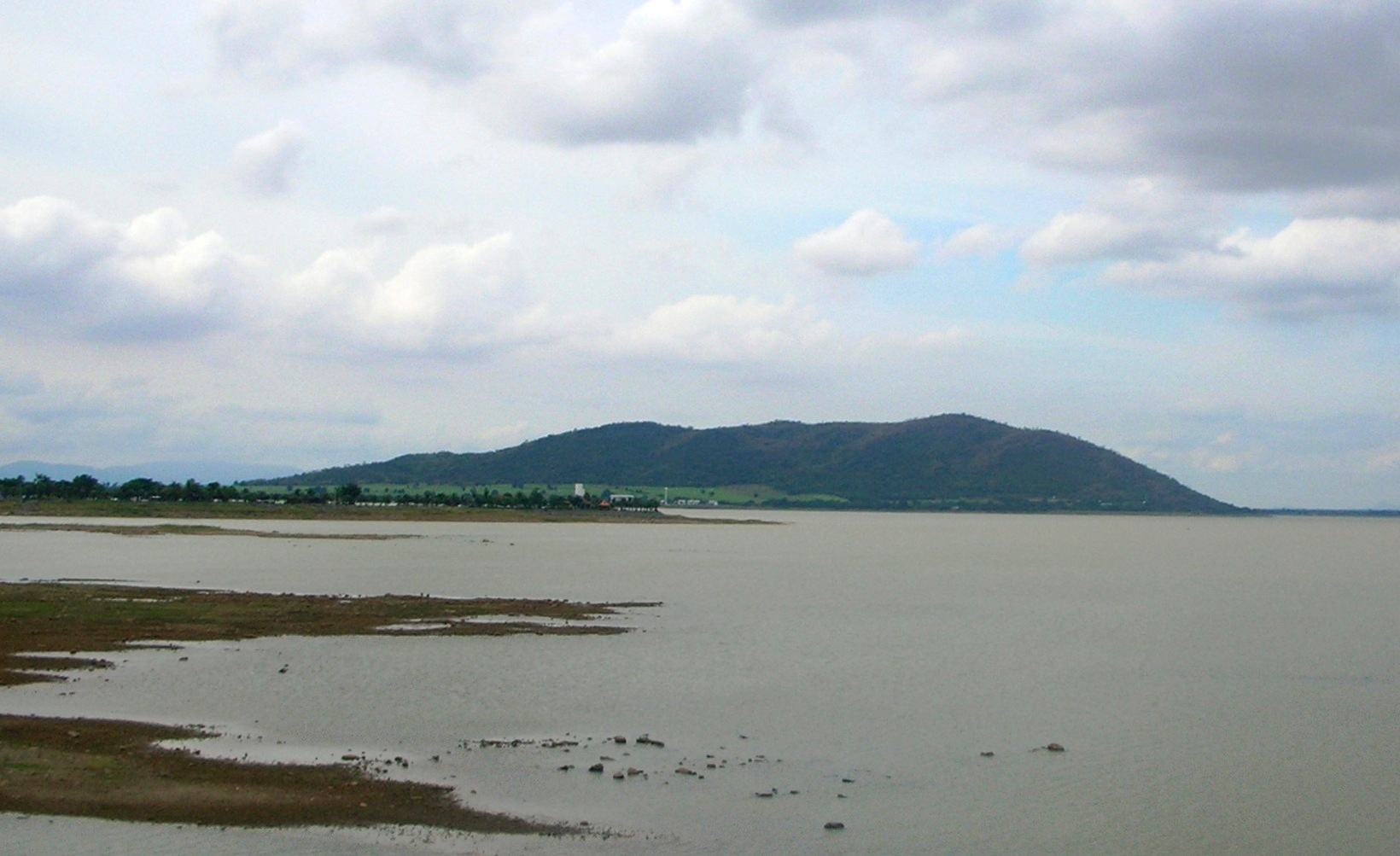
Khao Kok Tako y la presa Pa Sak Cholasit